# Mistrzostwa Świata Juniorów w Narciarstwie Alpejskim 1995
14. Mistrzostwa świata juniorów w narciarstwie alpejskim odbyły się w dniach 16 marca - 21 marca 1995 r. w norweskim mieście Voss w okręgu Hordaland. Rozegrano po 4 konkurencji dla kobiet i mężczyzn. W klasyfikacji medalowej triumfowała reprezentacja Szwajcarii, której zawodnicy zdobyli także najwięcej medali, osiem, w tym 4 złote, 3 srebrne i 1 brązowy. 

## Wyniki
| Pozycja | Zawodnik           | Narodowość | Czas    |
| ------- | ------------------ | ---------- | ------- |
|         | Kurt Sulzenbacher  | Włochy     | 1:41,19 |
|         | Norbert Holzknecht | Austria    | 1:41,43 |
|         | Paolo Lampredi     | Włochy     | 1:41,59 |
| 4.      | Wisi Betschart     | USA        | 1:42,04 |
| 5.      | Christoph Gruber   | Austria    | 1:42,37 |
| 6.      | Christian Reiter   | Austria    | 1:42,46 |

| Pozycja | Zawodniczka        | Narodowość | Czas    |
| ------- | ------------------ | ---------- | ------- |
|         | Sylviane Berthod   | Szwajcaria | 1:26,23 |
|         | Cecilie Larsen     | Norwegia   | 1:26,63 |
|         | Elisabeth Brandner | Niemcy     | 1:26,74 |
| 4.      | Brigitte Obermoser | Austria    | 1:26,80 |
| 5.      | Maren Günter       | Niemcy     | 1:26,83 |
| 6.      | Eveline Rohregger  | Włochy     | 1:26,84 |

| Pozycja | Zawodnik         | Narodowość | Czas    |
| ------- | ---------------- | ---------- | ------- |
|         | Christoph Gruber | Austria    | 1:58,91 |
|         | Marc Kühni       | Szwajcaria | 1:59,19 |
|         | Jeff Piccard     | Francja    | 2:00,46 |
| 4.      | Arnold Rieder    | Włochy     | 2:00,63 |
| 5.      | Cédric Meilleur  | Francja    | 2:00,67 |
| 6.      | Alexander Prosch | Włochy     | 2:00,80 |

| Pozycja | Zawodniczka      | Narodowość | Czas    |
| ------- | ---------------- | ---------- | ------- |
|         | Karin Roten      | Szwajcaria | 2:02,46 |
|         | Sandra Hälldahl  | Szwecja    | 2:02,81 |
|         | Catherine Borghi | Szwajcaria | 2:03,17 |
| 4.      | Gro Kvinlog      | Norwegia   | 2:03,21 |
| 5.      | Karen Putzer     | Włochy     | 2:03,28 |
| 6.      | Ingrid Bjørdal   | Norwegia   | 2:03,48 |

| Pozycja | Zawodnik           | Narodowość | Czas    |
| ------- | ------------------ | ---------- | ------- |
|         | Florian Seer       | Austria    | 1:32,12 |
|         | Marco Casanova     | Szwajcaria | 1:33,81 |
|         | Albert Leichtfried | Austria    | 1:34,51 |
| 4.      | Bernhard Kiener    | Szwajcaria | 1:34,56 |
| 5.      | David de Costa     | Włochy     | 1:34,58 |
| 6.      | Johan Brolenius    | Szwecja    | 1:34,64 |

| Pozycja | Zawodniczka      | Narodowość | Czas    |
| ------- | ---------------- | ---------- | ------- |
|         | Marlies Oester   | Szwajcaria | 1:22,12 |
|         | Karin Roten      | Szwajcaria | 1:23,16 |
|         | Cecilie Larsen   | Norwegia   | 1:23,32 |
| 4.      | Alenka Dovžan    | Słowenia   | 1:23,70 |
| 5.      | Catherine Borghi | Szwajcaria | 1:24,10 |
| 6.      | Maren Günter     | Niemcy     | 1:24,62 |

| Pozycja | Zawodnik         | Narodowość | Punkty |
| ------- | ---------------- | ---------- | ------ |
|         | Christoph Gruber | Austria    | 46,21  |
|         | Walter Girardi   | Włochy     | 56,98  |
|         | David de Costa   | Włochy     | 59,90  |

| Pozycja | Zawodniczka    | Narodowość | Punkty |
| ------- | -------------- | ---------- | ------ |
|         | Marlies Oester | Szwajcaria | 21,16  |
|         | Maren Günter   | Niemcy     | 36,74  |
|         | Špela Bračun   | Słowenia   | 37,72  |

## Klasyfikacja medalowa
| Miejsce | Państwo    |   |   |   | złoto · srebro · brąz |
| ------- | ---------- | - | - | - | --------------------- |
| 1.      | Szwajcaria | 4 | 3 | 1 | 8                     |
| 2.      | Austria    | 3 | 1 | 1 | 5                     |
| 3.      | Włochy     | 1 | 1 | 2 | 4                     |
| 4.      | Niemcy     | 0 | 1 | 1 | 2                     |
|         | Norwegia   | 0 | 1 | 1 | 2                     |
| 6.      | Szwecja    | 0 | 1 | 0 | 1                     |
| 7.      | Francja    | 0 | 0 | 1 | 1                     |
|         | Słowenia   | 0 | 0 | 1 | 1                     |